# 銭志純
銭 志純（せん しじゅん、1926年4月9日 – 2009年2月17日）は、台湾のカトリック司教である。洗礼名は「アンデレ」。花蓮教区司教を務めた。

## 経歴
- 1926年 - 4月9日、中国浙江省玉環市坎門鎮生まれ。
- 1953年 – 6月29日、イタリア ジェノヴァにおいて司祭叙階。
- 1992年 - 2月22日、花蓮教区司教に任命。同年4月11日、司教叙階。
- 2002年 – 花蓮司教の職務を引退。
- 2009年 – 2月17日、病気のため死去。